# Fiat AS.5
Le Fiat AS.5 est un moteur d'avion italien 12 cylindres en V à refroidissement liquide conçu et construit à la fin des années 1920 par Fiat pour la course aérienne du trophée Schneider de 1929. 

## Conception et développement
Pour l'épreuve du Trophée Schneider de 1929, Fiat avait développé un nouvel hydravion, le Fiat C.29 pour tenter de contrer les challengers britanniques Gloster et Supermarine. Afin de minimiser la zone frontale, Fiat choisi comme conception un moteur V-12 compacte établissant de nouveaux standards en termes de taille pour un moteur de 1000 chevaux (750 kW). Ce moteur non suralimenté avait un rapport puissance/poids important en raison d'un taux de compression élevé et de l'utilisation d'un carburant spécial contenant un mélange 50% essence et 50% de benzol. 
Un problème rencontré avec l'AS.5 était qu'il développait sa puissance maximale à une vitesse de vilebrequin élevée (3000 tr/min) en sortie d'engrenage, de sorte que le choix des hélices était prépondérant. La version de production fut équipée d'un réducteur pour pallier ce problème. 
L'AS.5 connu un développement ultérieur sous la forme du moteur Fiat AS.6, qui était une combinaison en tandem de deux moteurs AS.5 couplés.

## Applications
- Fiat C.29

### Moteurs comparables
- Curtiss D-12
- Rolls-Royce Kestrel
- Rolls-Royce R
- Lorraine 12Rcr Radium
- Hispano-Suiza 18R

### Aéronefs comparables
- Gloster VI
- Macchi M.52
- Macchi M.67
- Williams Mercury Racer
- Supermarine S.5
- Supermarine S.6
- Bernard H.V-220